# Вільям Кейсі
Вільям Джозеф Кейсі (англ. William Joseph Casey; нар. 13 березня 1913, Нью-Йорк — пом. 6 травня 1987, Рослін-Харбор, штат Нью-Йорк) — 13-й Директор Центральної розвідки (1981—1987), керівник виборчої кампанії Рейгана. Католик. Член Уряду США у ранзі міністра (раніше директор Центральної розвідки не включаються до кабінету), член Ради національної безпеки. Член Мальтійського ордена. Як глава ЦРУ продовжив здійснення операції «Циклон».

## Біографія
У 1934 році закінчив Фордхемський університет, отримав ступінь бакалавра точних наук. У 1937 році закінчив Юридичну школу Університету св. Іоанна, отримавши ступінь бакалавра юридичних наук.
У 1943 році поступив на службу до ВМС США. З цього ж року співробітник європейського відділення Управління стратегічних служб (УСС), очолював операції УСС на європейському театрі військових дій. У 1944—1945 роках — керівник Відділення секретної розвідки УСС на європейському театрі військових дій. Після війни викладав податкове законодавство у Нью-Йоркському університеті та в Інституті практичного законодавства у Нью-Йорку, займався юридичною практикою на Волл-стріт, заснував ряд фірм, став мільйонером. У 1966 році балотувався до Палати представників від округу Лонг-Айленд, штат Нью-Йорк як кандидат від Республіканської партії (не був обраний). У 1968 році брав участь у виборчій кампанії президента Ніксона. У 1970-х роках став Головою Комісії з цінних паперів і бірж (SEC), що регулює інвестиційну індустрію у США. У 1973—1974 роках — заступник держсекретаря США з економічних справ. У 1974—1976 роках — президент і голова Експортно-імпортного банку. У 1976—1977 роках — член Президентської консультативної ради із зовнішньої розвідки.
З 20 січня 1981 по 29 січня 1987 — директор Центральної розвідки і глава Центрального розвідувального управління в адміністрації президента Рейгана).
У 1981—1984 роках, використовуючи власний літак — С-141 «Старліфтер», забезпечений засобами прямого виходу на президента США, зробив не менше 35–40 закордонних поїздок (Пакистан, Саудівська Аравія, Єгипет та інші країни Близького Сходу; за шість років п'ятнадцять разів відвідав Ватикан). У 1981 році Кейсі звернувся до Комітету Конгресу США з нагляду за діяльністю спецслужб за додатковим фінансуванням операцій проти сандиністів. Кейсі звернувся з проханням про виділення 20 млн доларів на створення у Флориді мережі навчальних таборів, де біженці з Нікарагуа будуть проходити бойову підготовку для поповнення рядів бійців проти соціалістичного Нікарагуа.
Головними партнерами у боротьбі з СРСР для Кейсі стали керівники спецслужб Єгипту, ОАЕ, Пакистану. Керівник Служби загальної розвідки Саудівської Аравії принц Туркі аль-Фейсал був одним з головних фігурантів скандалу «Іран-контрас». У результаті серцевого удару був змушений піти у відставку за станом здоров'я. З 18 грудня 1986 року, після того, як Вільям Кейсі важко захворів, до 26 травня 1987 обов'язки директора Центральної розвідки виконував Роберт Гейтс. Наступником Кейсі на посаді директора став Вільям Вебстер.
Кейсі — автор книги «Таємна війна проти Гітлера», а також книг з оподаткування, фінансового планування та інвестицій, які були написані у 1950-1960-і роки.

## Цитати
Кейсі належить крилатий вислів: «Задій негідників, якщо хочеш швидко виконати роботу».